# Красноставский уезд
Красноставский уезд — административная единица в составе Люблинской губернии Российской империи, существовавшая c 1837 года по 1919 год. Административный центр — город Красностав.

## История
Уезд образован в 1837 году в составе Люблинской губернии Российской империи. В 1919 году преобразован в Красноставский повят Люблинского воеводства Польши.

## Население
По переписи 1897 года население уезда составляло 100 655 человек, в том числе в городе Красностав — 9846 жит.

### Национальный состав
Национальный состав по переписи 1897 года:
- поляки — 80 794 чел. (80,3 %),
- евреи — 10 985 чел. (10,9 %),
- украинцы (малороссы) — 5576 чел. (5,5 %),
- русские — 2799 чел. (2,8 %),

## Административное деление
В 1913 году в состав уезда входило 13 гмин: 
| - Высокое — д. Высокое, - Горжков — пос. Горжков, - Жолкевка — пос. Жолкевка, - Закржев — с. Закржев, - Избица — пос. Избица, - Красностав — д. Гуры, - Лопенник — с. Лопенник Лацкий, | - Рудка — д. Броварувка, - Рудник — д. Рудник, - Рыбчевице — д. Рыбчевице, - Туробин — пос. Туробин, - Файславице — с. Файславице, - Чайки — д. Александровский Красничин. |